# Арат от Сикион
Вижте пояснителната страница за други личности с името Арат.
Арат (на гръцки: Ἄρατος) е древногръцки военачалник, стратег на Ахейския съюз.

## Биография
Роден е около 271 пр.н.е. в Сикион, североизточен Пелопонес. Има аристократичен произход. Баща му е магистрат, който е убит от местния тиранин, докато Арат е малолетен. Арат се спасява в Аргос, намирайки се в изгнание до 251 пр.н.е., когато с помощта на поддръжници се завръща в Сикион и отхвърля властта на последния тиранин. Сикион под ръководството на Арат се присъединява към Ахейския съюз и се съюзява с Птолемеите.
През 245 пр.н.е. е избран да оглави Ахейския съюз като стратег (главнокомандващ и върховен магистрат). Противници на Ахейската лига са Македония и Етолийския съюз. Арат подпомага военно беотийците и води настъпление срещу македонските окупатори в Пелопонес. Повторно избран за стратег в 243 пр.н.е., Арат влиза във Коринт, където македонския гарнизон се предава. След това още няколко града отхвърлят властта на македонския цар и се присъединяват към Ахейската лига, която в следващите години се консолидира и разширява в Атика под водачеството на Арат. През 241 пр.н.е. ахейската армия удържа победа над етолийците. Редица градове в Пелопонес отхвърлят местните тирани и се включват в конфедерацията.
През 239 пр.н.е. Ахейската лига сключва съюз със своите съперници от Етолийската лига, насочен срещу Македонското царство. Мегалополис (235 пр.н.е.), Аргос (229 пр.н.е.), Егина и други полиси се присъединяват към съюза. Арат освобождава Атина от македонска власт през 228 пр.н.е. Ахейската конфедерация достига върха на своята сила.

### Клеоменовата война
В 227 пр.н.е. новият цар на Спарта, Клеомен III започва война срещу Ахейския съюз - т.нар. Клеоменова война. Спартанците предприемат настъпление в Пелопонес, опитвайки се да установят своя хегемония в Южна Гърция. Тогава Арат е принуден да се обърне за помощ към своя противник, Македония. През 226 пр.н.е. македонският цар Антигон III Досон влиза във войната като съюзник на Арат, като в замяна изисква да получи обратно Коринт. Арат се съгласява, но това отблъсква съюзниците на Ахейската лига, вкл. Етолийския съюз, а Атина дори се отказва от членството си. Много от градовете в Пелопонес минават на страната на спартанския цар, включително Коринт, който отхвърля македонските гарнизони. Все още начело на разпадащия се съюз, Арат губи политическото си влияние в Елада.
Армията на Антигон III подема успешна кампания в Пелопонес и за няколко години изтласква силите на Клеомен III към Лакония. В битката при Селасия през 222 пр.н.е., Спарта и техните съюзници са решително победени от македонския цар. Клеомен бяга в изгнание при егитеския цар. Сложен е край на спартанската монархия, заменена с олигархична република, а в Елада е установена македонска доминация.

### Последни години
Дискредитиран сред бившите си съюзници, Арат остава лоялен на Македония и по време на следващия цар Филип V Македонски, на когото дори става съветник. В 220 пр.н.е. Етолийският съюз обявява война на Ахейския, който търпи поражение под командването на Арат. С македонска помощ етолийците са победени през 217 пр.н.е. Арат още няколко пъти е стратег, до смъртта си в 213 пр.н.е., вероятно от туберкулоза или отровен по желание на македонския цар, след като Арат започва да се противопоставя на антиримската му политика.
Биографията на Арат от Сикион е описана в Успоредни животописи на Плутарх. Мемоарите на Арат, които са изгубени, служат като източник в Всеобща история на Полибий.